# 徐福峻
徐福峻，兰溪人，清朝政治人物。进士出身。
徐福峻曾于乾隆三十五年(1770年)接替张凤孙任邵武府知府一职，乾隆三十七年(1772年)由鞠珖接任。